# Havana (Dakota du Nord)
Pour les articles homonymes, voir Havana (homonymie).
La ville de Havana est située dans le comté de Sargent, dans l’État du Dakota du Nord, aux États-Unis. Sa population s’élevait à 71 habitants lors du recensement de 2010, estimée à 69 habitants en 2018.

## Démographie
| 1910 | 1920 | 1930 | 1940 | 1950 | 1960 |
| ---- | ---- | ---- | ---- | ---- | ---- |
| 387  | 319  | 271  | 305  | 267  | 206  |

| 1970 | 1980 | 1990 | 2000 | 2010 | - |
| ---- | ---- | ---- | ---- | ---- | - |
| 156  | 148  | 124  | 94   | 71   | - |

## Source
- (en) Cet article est partiellement ou en totalité issu de l’article de Wikipédia en anglais intitulé « Havana, North Dakota » (voir la liste des auteurs).